# Liste der Baudenkmäler in Mömbris
Auf dieser Seite sind die Baudenkmäler in dem unterfränkischen Markt Mömbris zusammengestellt. Diese Tabelle ist eine Teilliste der Liste der Baudenkmäler in Bayern. Grundlage ist die Bayerische Denkmalliste, die auf Basis des Bayerischen Denkmalschutzgesetzes vom 1. Oktober 1973 erstmals erstellt wurde und seither durch das Bayerische Landesamt für Denkmalpflege geführt wird. Die folgenden Angaben ersetzen nicht die rechtsverbindliche Auskunft der Denkmalschutzbehörde.
 Diese Liste gibt den Fortschreibungsstand vom 15. April 2020 wieder und enthält 86 Baudenkmäler.

## Baudenkmäler nach Gemeindeteilen

### Mömbris
| Lage | Objekt                                                                   | Beschreibung | Akten-Nr.     | Bild                |
| --- | ------------------------------------------------------------------------ | --- | ------------- | ------------------- |
| Am Markt 5 (Standort)                                                                                                | Pfarrhaus                                                                | Zweigeschossiger massiver Walmdachbau, 18./19. Jahrhundert                                                                                           | D-6-71-143-1  | weitere Bilder      |
| Am Markt 12 (Standort)                                                                                               | Wohnhaus                                                                 | Zweigeschossiges giebelständiges Fachwerkhaus mit Halbwalmdach, um 1800                                                                              | D-6-71-143-2  | weitere Bilder      |
| Nähe Bahnhofstraße (Standort)                                                                                        | Alte Ölmühle                                                             | Eingeschossiger Fachwerkbau auf Bruchsteinsockel mit Satteldach und Wasserrad, 1780; 1977 versetzt und am Parkplatz wiederaufgebaut; mit Ausstattung | D-6-71-143-3  | weitere Bilder      |
| Nähe Bahnhofstraße (Standort)                                                                                        | Schmiede                                                                 | Haustein und Fachwerk, mit Satteldach, 1793; 1977 versetzt und am Parkplatz wiederaufgebaut; mit Ausstattung                                         | D-6-71-143-3  | weitere Bilder      |
| Am Klingergraben (Standort)                                                                                          | Bildstockkopf                                                            | 1585 nicht nachqualifiziert, im Bayerischen Denkmal-Atlas nicht kartiert                                                                             | D-6-71-143-20 | weitere Bilder      |
| Friedhofstraße 2 (Standort)                                                                                          | Bauernhof, Wohnhaus                                                      | Zweigeschossiges giebelständiges Fachwerkhaus, Erdgeschoss zum Teil massiv                                                                           | D-6-71-143-4  | Bauernhof, Wohnhaus |
| Friedhofstraße 2 (Standort)                                                                                          | Bauernhof, Scheune                                                       | Fachwerkbau mit Halbwalmdach und massivem Stallteil, erste Hälfte 19. Jahrhundert                                                                    | D-6-71-143-4  | BW                  |
| Friedhofstraße 28 (Standort)                                                                                         | Bauernhof, Wohnhaus                                                      | Zweigeschossiger Halbwalmdachbau mit Fachwerkobergeschoss, 18. Jahrhundert                                                                           | D-6-71-143-5  | weitere Bilder      |
| Friedhofstraße 28 (Standort)                                                                                         | Fachwerkscheune                                                          | Mit Satteldach und massivem Stallteil und Keller, bezeichnet „1787“                                                                                  | D-6-71-143-5  | weitere Bilder      |
| Hauptstraße 2 (Standort)                                                                                             | Wohnhaus                                                                 | Zweigeschossiges, giebelständiges Fachwerkhaus auf Bruchsteinsockel mit Halbwalmdach, erste Hälfte 19. Jahrhundert                                   | D-6-71-143-6  | Wohnhaus            |
| Johannesberger Straße 1 (Standort)                                                                                   | Katholische Pfarrkirche St. Cyriakus                                     | Saalbau mit eingezogenem Chor, Dachreiter, 1782/83; mit Ausstattung Mit bauzeitlichen Stützmauern zur Straße                                         | D-6-71-143-7  | weitere Bilder      |
| Johannesberger Straße 4 (Standort)                                                                                   | Wohnhaus                                                                 | Zweigeschossiges giebelständiges Fachwerkhaus mit Satteldach, 1730                                                                                   | D-6-71-143-8  | weitere Bilder      |
| Johannesberger Straße 26 (Standort)                                                                                  | Wohnhaus                                                                 | Zweigeschossiges Fachwerkhaus mit Halbwalmdach, um 1800                                                                                              | D-6-71-143-9  | weitere Bilder      |
| Am Kreuz (Standort)                                                                                                  | Kreuzigungsgruppe                                                        | Kruzifix im Dreinageltypus, seitlich Maria und Johannes Ev., jeweils auf Inschriftensockeln, Sandstein, bez. 1866                                    | D-6-71-143-18 | weitere Bilder      |
| Nähe Markt (Standort)                                                                                                | Kriegerdenkmal für die Gefallenen des Krieges 1870/71                    | In Form eines Kruzifixes, Rotsandstein, späthistoristisch, um 1875                                                                                   | D-6-71-143-88 | weitere Bilder      |
| Rappacher Weg 14 (Standort)                                                                                          | Bildstock, sogenanntes Totenhellchen                                     | Inschriftensockel mit rundem Schaft und Muschelnische, Aufsatz mit Kreuzigung, Sandstein, bezeichnet „1766“                                          | D-6-71-143-10 | weitere Bilder      |
| Rote Hohle 1 (Standort)                                                                                              | Wohnhaus                                                                 | Zweigeschossiger Satteldachbau mit Fachwerkobergeschoss, zum Teil verkleidet, frühes 19. Jahrhundert                                                 | D-6-71-143-11 | Wohnhaus            |
| Rote Hohle 2 (Standort)                                                                                              | Fachwerkkapelle St. Anna                                                 | Mit Satteldach und rundbogiger Tür, bezeichnet „1619“                                                                                                | D-6-71-143-12 | weitere Bilder      |
| Rote Hohle 5; Rote Hohle 7 (Standort)                                                                                | Wohnhaus                                                                 | Zweigeschossiger Satteldachbau mit Fachwerkobergeschoss, frühes 19. Jahrhundert                                                                      | D-6-71-143-13 | Wohnhaus            |
| Rote Hohle 11; Rote Hohle 13; Rote Hohle 15 (Standort)                                                               | Dreiflügelanlage                                                         | Aus drei zweigeschossigen Satteldachbauten, Fachwerk (Nr. 11 verputzt), erste Hälfte 19. Jahrhundert                                                 | D-6-71-143-14 | Dreiflügelanlage    |
| Östlich, unterhalb vom Friedhof: Reste der Burg Mömbris; die Womburg ist heute nahe Schimborn lokalisiert (Standort) | Ehemals für Burgstall der Womburg gehalten, heute Burgstall Burg Mömbris | 13./14. Jahrhundert; als Burg Mömbris identifiziert nicht nachqualifiziert, im Bayerischen Denkmal-Atlas nicht kartiert                              | D-6-71-143-17 | BW                  |
| Steinhohle 2 (Standort)                                                                                              | Bildstock                                                                | Runder Schaft mit Nischenaufsatz, darin Keramikpietà, Sandstein, 1775; in Fassade eingemauert                                                        | D-6-71-143-15 | weitere Bilder      |
| Steinhohle 4 (Standort)                                                                                              | Wohnhaus                                                                 | Zweigeschossiger Satteldachbau, Fachwerk, auf hohem Sockel, 18. Jahrhundert                                                                          | D-6-71-143-16 | weitere Bilder      |
| Johannesberger Straße; Weg zum Gickelstanz (Standort)                                                                | Wegkreuz                                                                 | Inschriftensockel mit Kruzifix, Sandstein, 19. Jahrhundert                                                                                           | D-6-71-143-19 | weitere Bilder      |

### Brücken
| Lage                           | Objekt               | Beschreibung                                                               | Akten-Nr.     | Bild           |
| ------------------------------ | -------------------- | -------------------------------------------------------------------------- | ------------- | -------------- |
| Wendelinusstraße 6 (Standort)  | Bildstock            | Mit Keramikpietà, aus Rotsandstein, erste Hälfte 19. Jahrhundert           | D-6-71-143-21 | Bildstock      |
| Wendelinusstraße 15 (Standort) | Gemeindebackhaus     | Kleiner massiver Satteldachbau mit Fachwerkgiebel, 1856                    | D-6-71-143-83 | weitere Bilder |
| Wendelinusstraße 21 (Standort) | Kapelle St. Wendelin | Fachwerk mit polygonalem Chorschluss und Dachreiter, wohl 18. Jahrhundert  | D-6-71-143-22 | weitere Bilder |
| Wohnstädter Weg 2 (Standort)   | Wohnhaus             | Zweigeschossiges giebelständiges Fachwerkhaus, bezeichnet „1803“           | D-6-71-143-23 | weitere Bilder |
| Wohnstädter Weg 2 (Standort)   | Scheune              | Fachwerkbau, zum Teil massiv, mit Satteldach, erste Hälfte 19. Jahrhundert | D-6-71-143-23 | BW             |

### Daxberg
| Lage                          | Objekt                                 | Beschreibung                                                                                      | Akten-Nr.     | Bild           |
| ----------------------------- | -------------------------------------- | ------------------------------------------------------------------------------------------------- | ------------- | -------------- |
| Glasbergstraße 10 (Standort)  | Wohnhaus                               | Giebelständiges Fachwerkhaus auf hohem Sockelgeschoss mit Krüppelwalmdach, frühes 19. Jahrhundert | D-6-71-143-24 | weitere Bilder |
| Glasbergstraße 12a (Standort) | Kapelle                                | Bruchsteinbau mit Dachreiter, 1858/59; Wiedereinweihung 1988                                      | D-6-71-143-25 | weitere Bilder |
| Glasbergstraße 16 (Standort)  | Katholische Filialkirche Kreuzerhöhung | Bruchsteinbau (zum Teil verputzt) mit Satteldach und Glockenturm, um 1935                         | D-6-71-143-26 | weitere Bilder |

### Dörnsteinbach
| Lage                                                                       | Objekt        | Beschreibung                                                                                       | Akten-Nr.     | Bild           |
| -------------------------------------------------------------------------- | ------------- | -------------------------------------------------------------------------------------------------- | ------------- | -------------- |
| Heiligenwald; Flurabteilung Heiligenwald, am Weg nach Oberschur (Standort) | Bildhäuschen  | Kleiner Massivbau mit Satteldach                                                                   | D-6-71-143-30 | weitere Bilder |
| Beim Sportplatz Daxäcker (Standort)                                        | Bildstock     | 1970 erneuert                                                                                      | D-6-71-143-28 | weitere Bilder |
| Flurabteilung Naßacker (Standort)                                          | Bildstock     | Auf Inschriftenpfeiler Satteldachaufsatz mit reliefiertem Kruzifix in Nische, Sandstein, bez. 1604 | D-6-71-143-29 | weitere Bilder |
| Spessartstraße 13 (Standort)                                               | Wohnstallhaus | Zweigeschossiger giebelständiger Satteldachbau mit Fachwerkobergeschoss, um 1800                   | D-6-71-143-27 | Wohnstallhaus  |

### Großhemsbach
| Lage                                                  | Objekt                                | Beschreibung                                                                        | Akten-Nr.     | Bild           |
| ----------------------------------------------------- | ------------------------------------- | ----------------------------------------------------------------------------------- | ------------- | -------------- |
| Tränkweg; zwischen Groß- und Kleinhemsbach (Standort) | Bildstock                             | Vierkantschaft mit Aufsatz, darin Relief der Kreuzigung, Sandstein, 17. Jahrhundert | D-6-71-143-32 | weitere Bilder |
| Hemsbach 17 (Standort)                                | Katholische Filialkirche St. Wendelin | Unverputzter Bruchsteinbau mit Satteldach und Dachreiter, neugotisch, 1924          | D-6-71-143-31 | weitere Bilder |

### Gunzenbach
| Lage                                             | Objekt                                  | Beschreibung                                                                             | Akten-Nr.     | Bild                                    |
| ------------------------------------------------ | --------------------------------------- | ---------------------------------------------------------------------------------------- | ------------- | --------------------------------------- |
| Hofackerstraße; südlicher Ortseingang (Standort) | Bildstock                               | Schaft mit verschließbarer Nische, roter Sandstein, 1909                                 | D-6-71-143-38 | weitere Bilder                          |
| Eichwaldstraße 20 (Standort)                     | Wohnstallhaus                           | Zweigeschossiges Fachwerkhaus mit Scheunen bzw. Stallteil, bezeichnet „1809“             | D-6-71-143-33 | weitere Bilder                          |
| Große Wiese 3 (Standort)                         | Bauernhof, Wohnhaus                     | Zweigeschossiger Fachwerkbau mit Satteldach und eingeschossigem Anbau, bezeichnet „1812“ | D-6-71-143-34 | weitere Bilder                          |
| Große Wiese 3 (Standort)                         | Bauernhof, Scheune                      | Satteldachbau, zum Teil Fachwerk, um 1800                                                | D-6-71-143-34 | BW                                      |
| Hofackerstraße 5 (Standort)                      | Wegkreuz                                | Inschriftensockel mit Kreuz und Korpus, Sandstein, bezeichnet „1870“                     | D-6-71-143-37 | weitere Bilder                          |
| Hörsteiner Straße 5 (Standort)                   | Katholische Pfarrkirche St. Michael     | Saalbau mit eingezogenem Chor, neugotisch, 1893; mit Ausstattung                         | D-6-71-143-35 | weitere Bilder                          |
| Hörsteiner Straße 2 (Standort)                   | Bildstock                               | 1719                                                                                     | D-6-71-143-35 | weitere Bilder                          |
| Hörsteiner Straße 22 (Standort)                  | Bildstock                               | Gemauertes und verputztes Hellchen, mit rundbogiger Nische, um 1850                      | D-6-71-143-36 | weitere Bilder                          |
| Schutzweg 1 (Standort)                           | Erdgeschossiges gestelztes Fachwerkhaus | Erste Hälfte 19. Jahrhundert                                                             | D-6-71-143-85 | Erdgeschossiges gestelztes Fachwerkhaus |

### Heimbach
| Lage                                               | Objekt    | Beschreibung                                                                                        | Akten-Nr.     | Bild           |
| -------------------------------------------------- | --------- | --------------------------------------------------------------------------------------------------- | ------------- | -------------- |
| Futterwiese; an der Heimbacher Einfahrt (Standort) | Bildstock | Vierkantschaft mit häuschenähnlichem Aufsatz, darin Kreuzigungsrelief, Sandstein, bezeichnet „1585“ | D-6-71-143-40 | weitere Bilder |
| Heimbach 12 (Standort)                             | Wohnhaus  | Zweigeschossiges Fachwerkhaus mit Krüppelwalmdach, bezeichnet „1793“                                | D-6-71-143-39 | BW             |
| In Heimbach; Ortseingang (Standort)                | Wegkreuz  | Inschriftensockel mit weit überstehender Platte, Kreuz mit gusseisernem Korpus, bezeichnet „1899“   | D-6-71-143-41 | weitere Bilder |

### Hohl
| Lage                                  | Objekt          | Beschreibung                                                                                              | Akten-Nr.     | Bild           |
| ------------------------------------- | --------------- | --- | ------------- | -------------- |
| Bei Sachsenhäuser Straße 1 (Standort) | Fachwerkkapelle | Mit Satteldach und Glockenstühlchen, 1721, renoviert 1887/1961                                            | D-6-71-143-42 | weitere Bilder |
| Johann-Fath-Straße 20 (Standort)      | Bildstock       | Vierkantschaft (erneuert) mit Häuschenaufsatz, darin Kreuzigungsrelief, Sandstein, Anfang 17. Jahrhundert | D-6-71-143-43 | weitere Bilder |

### Kleinhemsbach
| Lage                    | Objekt  | Beschreibung                                                                | Akten-Nr.     | Bild           |
| ----------------------- | ------- | --------------------------------------------------------------------------- | ------------- | -------------- |
| Hemsbach 110 (Standort) | Kapelle | Kleiner Fachwerkbau mit Satteldach und Dachreiter, 1756, 1962/63 (versetzt) | D-6-71-143-44 | weitere Bilder |

### Königshofen an der Kahl
| Lage                                          | Objekt                               | Beschreibung                                                                                           | Akten-Nr.     | Bild           |
| --------------------------------------------- | ------------------------------------ | --- | ------------- | -------------- |
| Nähe Böhmerlandstraße; Ortseingang (Standort) | Bildstock                            | Gefaster Vierkantschaft (gekürzt), Häuschenaufsatz mit Kreuzigungsrelief, Sandstein, bezeichnet „1630“ | D-6-71-143-46 | weitere Bilder |
| Untere Kirchgasse 10 (Standort)               | Katholische Pfarrkirche St. Wendelin | Saalbau mit eingezogenem Chor, neugotisch, 1872; mit Ausstattung                                       | D-6-71-143-45 | weitere Bilder |

### Mensengesäß
| Lage                                                                    | Objekt               | Beschreibung | Akten-Nr.     | Bild           |
| ----------------------------------------------------------------------- | -------------------- | --- | ------------- | -------------- |
| Linkes Oberfeld (Standort)                                              | Hüttenberger Kapelle | Kleiner Massivbau mit polygonalem Chor, frühes 19. Jahrhundert Rest des zugehörigen Hofgutes Hüttenberg sichtbar | D-6-71-143-47 | weitere Bilder |
| Linkes Oberfeld; bei der Hüttenberger Kapelle (Standort)                | Bildstock            | 1757 | D-6-71-143-47 | weitere Bilder |
| Hüttenberger Straße 25 (Standort)                                       | Bildstock            | Runder Schaft mit vierseitigem Aufsatz, Sandstein, 1679 | D-6-71-143-50 | weitere Bilder |
| Hanfwiesenstraße, gegenüber Haus Nr. 18 (Standort)                      | Bildstock            | Auf Inschriftenpostament eckige Säule, darüber Laterne mit zeltdachartigem Aufsatz mit flachen Bildnischen und reliefierten Kreuzen, Sandstein, bez. 1720, von Hüttenberger Straße 34 versetzt in die Hanfwiesenstraße | D-6-71-143-51 | Bildstock      |
| Kirchpfädchen ()                                                        | Bildstock            | Reste nicht nachqualifiziert, im Bayerischen Denkmal-Atlas nicht kartiert | D-6-71-143-52 |                |
| Flurabteilung Auf den Hohen Birken am Weg zum Hof Hauenstein (Standort) | Bildstock            | Auf Inschriftensockel kurze Säule mit geschwungenem Volutenaufsatz mit reliefiertem Kruzifix, Sandstein, bez. 1797 | D-6-71-143-53 | weitere Bilder |
| Hanfwiesenstraße 10 (Standort)                                          | Wohnhaus             | Zweigeschossiges giebelständiges Fachwerkhaus, Obergeschoss leicht vorkragend, 1757 | D-6-71-143-48 | weitere Bilder |
| Hüttenberger Straße 20 (Standort)                                       | Wohnhaus             | Zweigeschossiges giebelständiges Fachwerkhaus mit Satteldach, um 1800 | D-6-71-143-49 | weitere Bilder |

### Molkenberg
| Lage                                                       | Objekt    | Beschreibung                                                                       | Akten-Nr.     | Bild           |
| ---------------------------------------------------------- | --------- | ---------------------------------------------------------------------------------- | ------------- | -------------- |
| Hörsteiner Weg; Wegkreuzung Molkenberg/Hemsbach (Standort) | Bildstock | Gefaster Vierkantschaft mit rundbogigem Aufsatz, Pietà, Sandstein, 19. Jahrhundert | D-6-71-143-55 | weitere Bilder |
| Molkenberg; vor Nr. 17 (Standort)                          | Wegkreuz  | Inschriftensockel mit Kreuz, Korpus Gusseisen, bezeichnet „1892“                   | D-6-71-143-54 | weitere Bilder |

### Niedersteinbach
| Lage                                                                    | Objekt                              | Beschreibung | Akten-Nr.     | Bild           |
| ----------------------------------------------------------------------- | ----------------------------------- | --- | ------------- | -------------- |
| Alzenauer Straße, gegenüber dem Bahnhof (Standort)                      | Bildstock, sogenanntes Meineidkreuz | Auf Inschriftensockel vierseitiger Giebeldachaufsatz mit flachen Heiligenreliefs, Sandstein, 17. Jh. | D-6-71-143-57 | weitere Bilder |
| Am Tannenberg 2 (Standort)                                              | Bauernhof, Wohnhaus                 | Zweigeschossiger giebelständiger Satteldachbau mit Fachwerkobergeschoss, um 1800 | D-6-71-143-58 | weitere Bilder |
| Am Tannenberg 2 (Standort)                                              | Bauernhof, Scheune                  | Fachwerkbau mit Satteldach, um 1800 | D-6-71-143-58 | BW             |
| Am Tannenberg 2 (Standort)                                              | Bauernhof, Kleintierstall           | Bruchsteinbau mit Satteldach, um 1800 | D-6-71-143-58 | BW             |
| Rohrwiesen; in den Kahlwiesen; sog. Schulweg nach Strötzbach (Standort) | Bildstock                           | Hochrechteckiger Inschriftensockel mit rundem Schaft und vierseitigem Aufsatz, Kreuzigungsrelief und eisernem Bekrönungskreuz, Sandstein, 1757 | D-6-71-143-63 | Bildstock      |
| Dörnsteinbacher Straße 6 a (Standort)                                   | Säulenbildstock                     | Würfelsockel mit weit überstehender Platte, runder Schaft und vierseitiger Aufsatz mit Kreuzigungsrelief, Sandstein, 18. Jahrhundert; wurde von der Borngasse an den ursprünglichen Standort in der Alzenauer Straße unterhalb des Feuerwehrhauses versetzt | D-6-71-143-62 | weitere Bilder |
| Borngasse 5 (Standort)                                                  | Wohnhaus                            | Zweigeschossiges Fachwerkhaus mit Satteldach, um 1800 | D-6-71-143-59 | Wohnhaus       |
| Borngasse 17 (Standort)                                                 | Wohnhaus                            | Zweigeschossiges giebelständiges Fachwerkhaus, frühes 19. Jahrhundert | D-6-71-143-60 | Wohnhaus       |
| Borngasse 25; Borngasse 27 (Standort)                                   | Wohnhaus                            | Zweigeschossiges Fachwerkhaus, spätes 18. Jahrhundert | D-6-71-143-61 | Wohnhaus       |
| Alzenauer Straße 26 (Standort)                                          | Backofen                            | Quadratisch mit zeltartigem Dach, Feldstein, unverputzt, 19. Jahrhundert | D-6-71-143-56 | Backofen       |

### Rappach
| Lage                                                | Objekt                                   | Beschreibung                                                                                                | Akten-Nr.     | Bild           |
| --------------------------------------------------- | ---------------------------------------- | --- | ------------- | -------------- |
| Köhlersfeld auf der Höhe; Rappacher Höhe (Standort) | Bildstock, sogenanntes Edelmannshellchen | Vierkantschaft mit Inschrift, Häuschenaufsatz mit Kreuzigungsrelief, bezeichnet „1585“                      | D-6-71-143-67 | weitere Bilder |
| Hinter der Mark; Rappacher Höhe (Standort)          | Bildstock                                | Hochrechteckiger Sockel mit rundem Schaft und vierseitigem Aufsatz, roter Sandstein, 1711, 1963             | D-6-71-143-68 | weitere Bilder |
| Rappach 35 (Standort)                               | Bildstock                                | 1738, mit Grotte, bezeichnet „1837“                                                                         | D-6-71-143-64 | weitere Bilder |
| Rappach 56 (Standort)                               | Bildstock, sogenanntes Totenhellchen     | Inschriftensockel mit rundem Schaft und Muschelnische, Aufsatz mit Kreuzigung, Sandstein, bezeichnet „1766“ | D-6-71-143-66 | weitere Bilder |
| Auf der Höhe (Standort)                             | Wegkreuz                                 | Sockel mit Sandsteinkreuz und gusseisernem Korpus, an der Basis das Eiserne Kreuz, 19. Jahrhundert          | D-6-71-143-65 | weitere Bilder |

### Reichenbach
| Lage                                                                 | Objekt              | Beschreibung | Akten-Nr.     | Bild           |
| -------------------------------------------------------------------- | ------------------- | --- | ------------- | -------------- |
| Am Mühlberg 2 vor der Schule (Standort)                              | Wegkreuz            | Sockel mit weit überstehender Platte, darauf Sandsteinkreuz mit Korpus, bezeichnet „1845“ | D-6-71-143-69 | weitere Bilder |
| Biesig; Gunzenbacher Weg (Standort)                                  | Bildstock           | Sockel mit gefastem Vierkantschaft und vierseitigem Aufsatz mit Reliefs, Sandstein und Gusseisen, neugotisch, bezeichnet „1892“ | D-6-71-143-86 | weitere Bilder |
| Gunzenbacher Weg 3 (Standort)                                        | Bauernhof; Wohnhaus | zweigeschossiger, teils verputzter Fachwerkbau mit Satteldach über Bruchsteinsockel, frühes 19. Jahrhundert; Scheune, eingeschossiger Satteldachbau, teils Fachwerk, teils Bruchsteinmauerwerk, um 1695 (dendro.dat.), im ausgehenden 19. Jahrhundert um eine Barrenzone erweitert; Backhaus, eingeschossiger, unverputzter Bruchsteinbau mit Satteldach, 2. Hälfte 19. Jahrhundert | D-6-71-143-95 | BW             |
| Früherer Standort: Einmündung nach Daxberg an der ST 2309 (Standort) | Wegkreuz            | 1780 nicht nachqualifiziert, im Bayerischen Denkmal-Atlas nicht kartiert | D-6-71-143-70 | Wegkreuz       |

### Rothengrund
| Lage                      | Objekt   | Beschreibung                                                    | Akten-Nr.     | Bild           |
| ------------------------- | -------- | --------------------------------------------------------------- | ------------- | -------------- |
| Rothengrund 33 (Standort) | Wohnhaus | Zweigeschossiges Fachwerkhaus mit Satteldach, bezeichnet „1835“ | D-6-71-143-71 | weitere Bilder |

### Schimborn
| Lage                                          | Objekt                                         | Beschreibung | Akten-Nr.     | Bild                               |
| --------------------------------------------- | ---------------------------------------------- | --- | ------------- | ---------------------------------- |
| Untere Ebenung; Untere Ebenung 16a (Standort) | Bildstock, sogenanntes Neuhellchen             | Mit Keramik-Pietà, Sandstein, 16./17. Jahrhundert                                                                                             | D-6-71-143-78 | Bildstock, sogenanntes Neuhellchen |
| Kahlgrundstraße 26 (Standort)                 | Bildstock                                      | Gemauerter Schaft mit rundbogigem Nischenaufsatz, 18./19. Jahrhundert                                                                         | D-6-71-143-72 | weitere Bilder                     |
| Kahlgrundstraße 48 (Standort)                 | Bildstock                                      | Inschriftensockel mit überstehender Platte, bezeichnet „1745“, Vierkantschaft, bezeichnet „1822“, rundbogiger Nischenaufsatz, 19. Jahrhundert | D-6-71-143-73 | weitere Bilder                     |
| Kahlgrundstraße 70 (Standort)                 | Wohnhaus                                       | Zweigeschossiges Fachwerkhaus mit Krüppelwalmdach, bezeichnet „1786“                                                                          | D-6-71-143-74 | weitere Bilder                     |
| Kahlgrundstraße 77 (Standort)                 | Wohnhaus                                       | Zweigeschossiges Fachwerkhaus mit Halbwalmdach, Mitte 18. Jahrhundert                                                                         | D-6-71-143-75 | weitere Bilder                     |
| Kahlgrundstraße 77 (Standort)                 | Scheune                                        | Massiver Ziegelbau mit Satteldach, Anfang 19. Jahrhundert                                                                                     | D-6-71-143-75 | BW                                 |
| Kapellenweg (Standort)                        | Feldkreuz                                      | Kruzifix auf quaderförmigem Inschriftensockel, Viernageltypus, Sandstein, bez. 1878                                                           | D-6-71-143-79 | weitere Bilder                     |
| Marienstraße 1a, im Friedhof (Standort)       | Pietà                                          | 1700 | D-6-71-143-77 | weitere Bilder                     |
| Klosterweg 2 (Standort)                       | Katholische Pfarrkirche St. Jakobus der Ältere | Saalbau mit eingezogenem Polygonalchor, neugotisch, von 1875; mit Ausstattung                                                                 | D-6-71-143-76 | weitere Bilder                     |

### Strötzbach
| Lage                                   | Objekt                         | Beschreibung | Akten-Nr.     | Bild           |
| -------------------------------------- | ------------------------------ | --- | ------------- | -------------- |
| Kreuzgasse; Ecke Dellersweg (Standort) | Fachwerkkapelle (Pesthellchen) | Kleiner Bau mit Satteldach, um 1650 | D-6-71-143-81 | weitere Bilder |
| Kreuzgasse 9 (Standort)                | Wohnhaus                       | Zweigeschossiges Fachwerkhaus mit Krüppelwalmdach, bezeichnet „1807“ | D-6-71-143-80 | Wohnhaus       |
| Mühlweg 21/23 (Standort)               | Strötzbacher Mühle             | Doppelmühle mit mittelschlächtigem Wasserrad, Mühlengebäude, zweigeschossiger Fachwerkbau, 18. Jahrhundert, im 19. Jahrhundert in Querrichtung mit Backsteinanbau erweitert | D-6-71-143-87 | weitere Bilder |